# Fältkrassing
Fältkrassing eller fältkrasse (Lepidium campestre) (L.) R.Br. är en art i familjen korsblommiga växter. Den kallas ibland kung Salomos ljusstake.

## Beskrivning
Fältkrassing är en ca 25 cm hög, kort gråhårig, tätbladig ört. Den är upptill utspärrat grenig med klasar av små vita blommor och rundade skidor med hinnkant.

## Domesticering
Sedan slutet på nittiotalet pågår ett unikt långsiktigt projekt på Sveriges Lantbruksuniversitet (SLU), initierat av Professor Arnulf Merker, som syftar till att domesticera och förädla fältkrassing till en tvåårig oljegröda. Det har historiskt sett aldrig skett i Sverige att man har tagit en inhemsk vild växt och försökt tämja den till en odlingsbar gröda.  Fältkrassing är, till skillnad från raps och rybs, extremt vinterhärdig och har med stor framgång odlats i fältförsök i Umeå där den övervintrat och genererat en betydande fröskörd (ca 3.3 ton/ha). Man samsår fältkrassingen med vårkorn (eller vårvete), skördar kornet första sommaren, fältkrassingen täcker därefter fälten på höst och vinter för att sommaren därpå skörda fältkrassingen. Fältkrassingen har en stor potential att bli en stor ekonomisk tillgång för lantbrukare i de nordliga delarna av Sverige där få oljegröde-alternativ finns idag. Forskarna på SLU har identifierat och kartlagt flertalet gener i fältkrassing som har visats vara viktiga för regleringen av domesticeringsrelaterade egenskaper såsom dråsning, blomningstid och grobarhet 

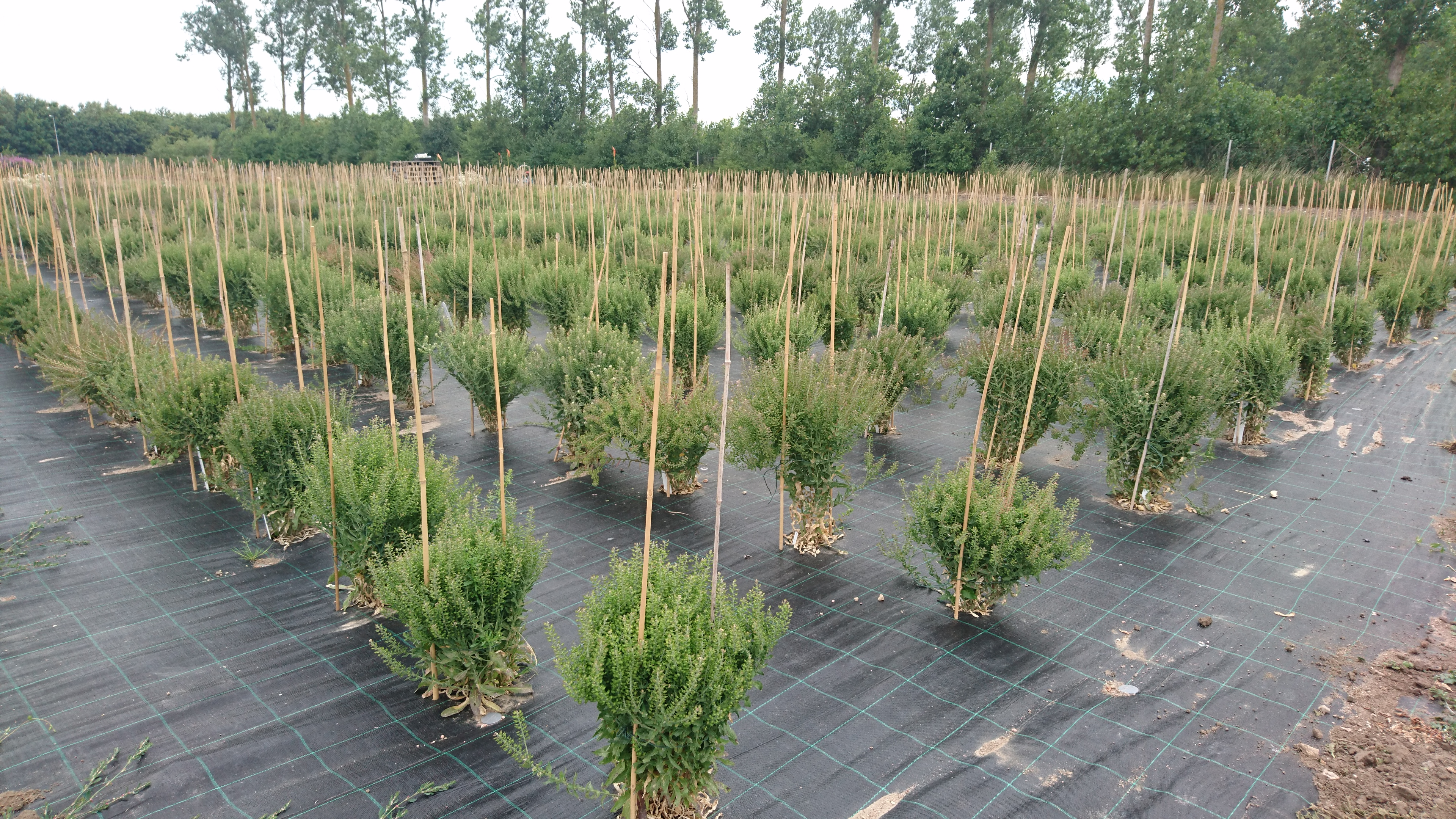
Urvalsförsök av fältkrassing, SLU Alnarp 2018

## Habitat
I Sverige växer fältkrassing mindre allmänt från Skåne och norrut. Beträffande hur långt norrut går meningarna isär:
- Upp till Jämtland och Ångermanland enligt Bra Böckers lexikon.[1]
- Upp till Gästrikland enligt Den virtuella floran [5]

### Utbredningskartor
- Norden
- Norra halvklotet

## Biotop
Ruderatmarkers jordmån; alltifrån fuktigt till torrt.

## Etymologi
Campestre betyder som växer på fält, av latin campus = fält.

## Bygdemål

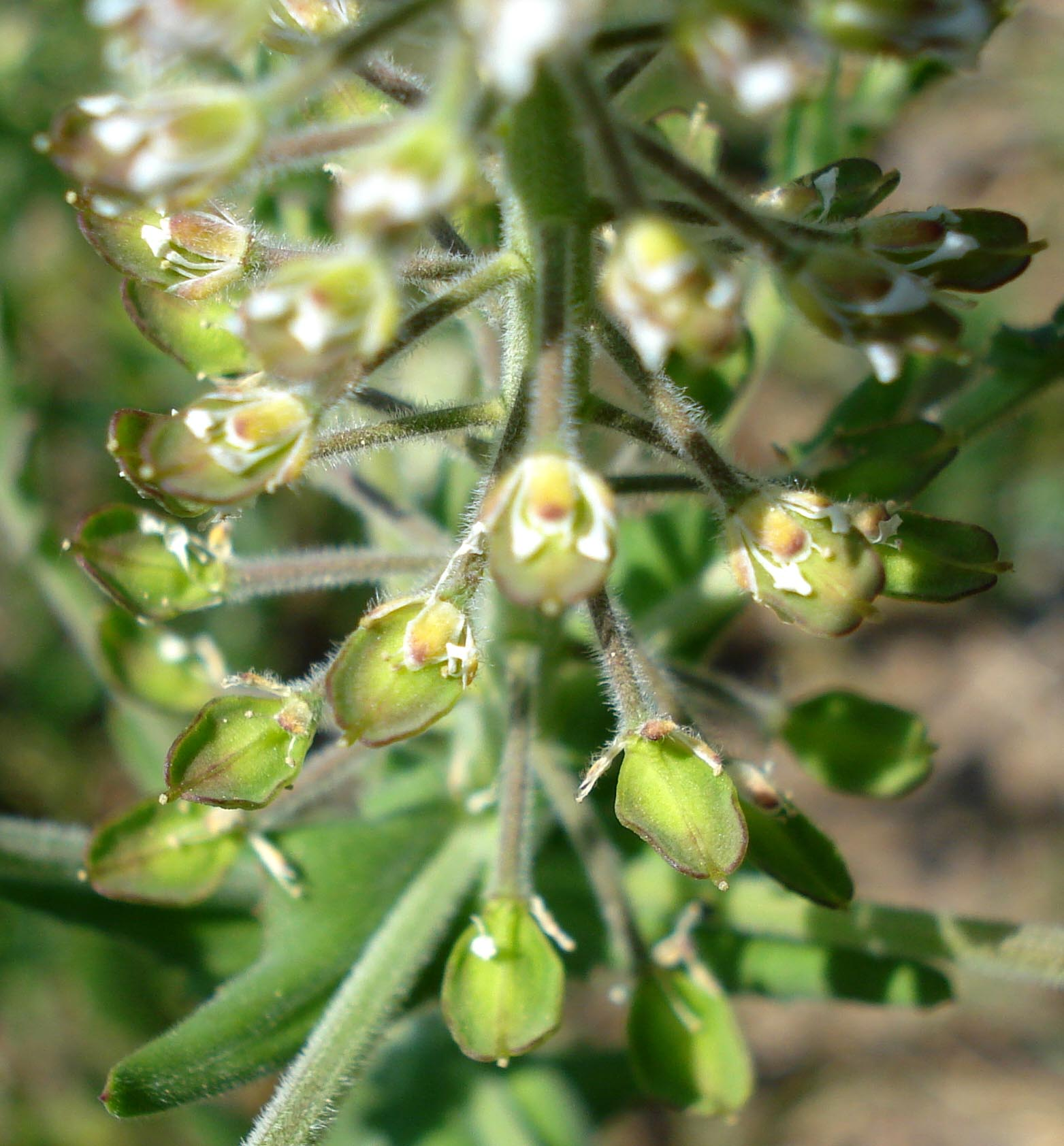

| Namn                                                      | Trakt             | Referens | Kommentar                            |
| --------------------------------------------------------- | ----------------- | -------- | ------------------------------------ |
| Penningkrasse                                             | Bergslagen, Närke | [ 6 ]    |                                      |
| Salomons ljusstake Skrivs ibland [Kung] Salomos ljusstake | Bergslagen, Närke | [ 6 ]    | Blomman kan liknas vid en kandelaber |